# Богословский, Михаил Иванович
Михаи́л Ива́нович Богосло́вский (11 (23) января 1844, село Эксталь, Тамбовская губерния — 4 (17) июля 1915, Казань) — российский духовный писатель, богослов, библеист, переводчик, преподаватель Нового завета в Казанской духовной академии.

## Биография
Родился в семье пономаря Воскресенского собора города Шацк. В 1860 году он окончил первым учеником Шацкое духовное училище; в 1866 году — Тамбовскую духовную семинарию со званием студента. На казённый счет был направлен в Казанскую духовную академию, которую окончил в 1870 году — за курсовое сочинение «О вариантах в книгах Нового Завета, их происхождении, отношении к вопросу о целости священного текста и критических приемах, употребленных для утверждения общепринятого чтения» ему без диспута и печатания сочинения была присуждена степень магистра богословия.
Был назначен на должность преподавателя словесности Тамбовской духовной семинарии, но уже 25 августа 1870 года Богословский переведён в Казанскую духовную академию на должность помощника библиотекаря. Через год по представлении им программы лекций по Священному Писанию и по прочтении двух пробных лекций «Искушение Иисуса Христа от диавола» и «Внутренние доказательства подлинности Книги Деяний Апостольских», 2 ноября 1871 года он был избран на должность доцента по кафедре Священного Писания Нового Завета. С 1884 по 1896 год преподавал немецкий язык; 21 января 1886 года ему было присвоено звание экстраординарного профессора.
В 1893 году М. И. Богословский представил в Совет академии на соискание учёной степени доктора богословия сочинение «Детство Господа нашего Иисуса Христа и Его Предтечи, по Евангелиям святых Апостолов Матфея и Луки. Историко-экзегетическое исследование», за которое ему была присуждена Макарьевская премия, а 24 апреля 1895 года он был утверждён доктором богословия; 20 декабря 1895 года Богословский был избран и утверждён в звании ординарного профессора. С 24 января 1897 года ему присвоено звание заслуженного профессора.
С 23 октября 1908 года он — сверхштатный профессор. В этом же году Богословскому за работу «Общественное служение Господа нашего Иисуса Христа, по сказаниям святых Евангелистов» была второй раз присуждена Макарьевская премия.
Богословский был почётным членом Киевской и Петроградской духовных академий, членом Казанского духовно-цензурного комитета, в течение нескольких лет исполнял обязанности инспектора академии. В 1905—1906 годах он был членом Епархиальной комиссии по пересмотру Устава духовно-учебных заведений. Помимо 44-летнего служения в академии он также преподавал русскую и всеобщую историю в Родионовском институте благородных девиц.
Он перевёл с греческого языка толкования блаженного Феофилакта, епископа Болгарского, на Послания святого Апостола Павла. Под непосредственным руководством Богословского был издан труд И. С. Знаменского «Указатель статей по Священному Писанию Ветхого и Нового Завета, находящихся в русских духовных журналах». Богословский участвовал в работе Комиссий по пересмотру семинарской и академической программы по Священному Писанию, принимал участие в описании хранившихся в Казанской духовной академии рукописей Соловецкого монастыря; занимался составлением отзывов о кандидатских и магистерских сочинениях, о сочинениях, представленных в Комитет по премиям митрополита Макария, об учебных пособиях по Священному Писанию.  
В последние годы жизни он принимал деятельное участие в трудах профессора П. А. Юнгерова по переводу Священных книг Ветхого Завета на русский язык с греческого текста LXX толковников. По поручению начальства академии он составлял и печатал в протоколах рецензии, редактировал диссертации и составлял отзывы. Профессору Богословскому принадлежит ещё несколько статей, напечатанных преимущественно в «Православном Собеседнике». Он автор ряда статей Православной богословской энциклопедии.
Умер от воспаления лёгких. Отпевание совершил архиепископ Иаков (Пятницкий) 7 июля 1915 года в Казанской Богоявленской церкви. Похоронен на Арском кладбищев Казани.

## Сочинения
- К истории Новозаветного текста // Чтения в Обществе любителей духовного просвещения. — 1876. — Т. 1. — С. 3—21, 189—204; Т. 2. — С. 14—28, 210—220, 411—431; 1877. — Т. 1. — С. 139—147, 573—581; Т. 2. — С. 418—430, 479—494, 661—671.
- Человек беззакония. История толкования 2-го Послания к солунянам (2, 1-12) // Православный собеседник. — 1885. — Ч. 2,3.
- Идея Царства Божия в Ветхом и Новом Завете: Речь, произнесенная на торжественном годичном собрании Казанской Духовной Академии, 1887 г. — Казань: Тип. Имп. ун-та, 1887. — 31 с. — Отт. из: Правосл. собеседник. — 1887.
- Рождение Иоанна Предтечи, его обрезание и хвалебная песнь Захарии // Православный собеседник. — 1889. — Янв. — С. 3—34.
- Господь в храме Иерусалимском // Православный собеседник. — 1893. — Март. — С. 179—198.
- Детство Господа нашего Иисуса Христа и Его Предтечи, по Евангелиям святых Апостолов Матфея и Луки: Историко-экзегетическое исследование. — Казань: Типо-лит. Имп. ун-та, 1893. — 460, II с.
- Крещение Господа нашего Иисуса Христа (Мф. 3:13-17, Мк. 1:9-11, Лк. 3:21-22) // Православный собеседник. — 1897. — Янв. — С. 79—104.
- Христианское учение в сопоставлении с некоторыми мнимонаучными мнениями нашего времени // Вера и разум. — 1901. — № 24.
- Чудо на браке в Кане Галилейской // Православный собеседник. — 1902. — Февр.
- Господь в Капернауме и Иерусалиме на празднике первой Пасхи // Православный собеседник. — 1903. — Апр.
- Беседа Иисуса Христа с Никодимом // Православный собеседник. — 1906. — Апр. — май.
- Общественное служение Господа нашего Иисуса Христа, по сказаниям святых Евангелистов: Историко-экзегетическое исследование. — Казань: Типо-лит. Имп. ун-та, 1908. — 270 с.
- Служение Господа нашего Иисуса Христа в Галилее // Православный собеседник. — 1911.
- Пребывание Иисуса Христа в Самарии (Ин. 4:4-42). — Казань: Центр, тип., 1913 (обл. 1914). — 42 с. — Отт. из: Православного собеседника. — 1913.